# Papello
Le Papello (« papier » en italien) est un document évoqué pour la première fois le 13 janvier 1998 par le pentito (« repenti ») de la Mafia Giovanni Brusca qui concerne les négociations entre les chefs de la Cosa Nostra (capo di tutti capi) et l'État italien après l'attentat de Capaci qui tua le juge Falcone en mai 1992, alors que la magistrature avait entamé l'opération Mains propres. Ce document, souvent évoqué mais dont l'existence demeurait hypothétique, a été transmis fin 2009 au tribunal de Palerme par Massimo Ciancimino, le fils de l'ex-maire de Palerme Vito Ciancimino. Ces requêtes auraient été faites après que les généraux Giuseppe de Donno (ROS, groupe d'élite des Carabiniers) et Mario Mori aient essayé d'entrer en contact avec les chefs de la mafia via l'intermédiaire de l'ex-maire de Palerme Ciancimino. Mario Mori est actuellement inculpé et accusé d'avoir délibérément retardé l'arrestation de Bernardo Provenzano.

## Les revendications
Selon ce document, la mafia avançait alors douze revendications, dont :
1. la révision des maxi-procès et des sentences prononcées[2] ;
2. l'abrogation de l'article 41-bis (en) concernant entre autres les quartiers de haute sécurité (qui fut effectivement révisé quelques semaines plus tard)[2] ;
3. la « révision » de la loi anti-mafia Rognoni-La Torre du 13 septembre 1982, qui permet entre autres la confiscation des biens[1] (le communiste Pio La Torre fut assassiné par la mafia en 1982) ;
4. la modification de la loi sur les pentito (ou « collaborateurs de justice »)[1] ;
5. reconnaissance du « bénéfice des dissociés » (benefici dissociati), c'est-à-dire que l'aveu de faire partie de la mafia aurait ensuite permis de ne pas être soumis aux QHS ni d'être interrogé outre mesure ;
6. la limitation de la condamnation aux mafiosi de plus de 70 ans à l'assignation à résidence[2] ;
7. la fermeture des QHS ;
8. l'incarcération des détenus près des familles ;
9. la fin de la censure sur le courrier des détenus ;
10. mesures préventives et rapport avec les familles ;
11. arrestation seulement en cas de flagrant délit ;
12. et la suspension des taxes sur le pétrole en Sicile « comme à Aoste »[2],[3].

Un second document, annoté par Vito Ciancimino, porte en début de liste les noms de Nicola Mancino, ministre de l'Intérieur à partir du 28 juin 1992 (gouvernement de Giuliano Amato), trois semaines avant l'assassinat du juge Paolo Borsellino, et de Virginio Rognoni, ministre de la Défense jusqu'au 28 juin (gouvernement d'Andreotti), qui auraient été chargés des négociations, selon le fils de l'ex-maire de Palerme.

## Documents
- Document (Papello) publié par le Corriere della Sera, 16 octobre 2009
- Extrait de la version commentée du Papello par Vito Ciancimino (sur le Corriere della Sera, 16 octobre 2009)
- Loi anti-mafia du 13 septembre 1982 (dite loi Rognoni-La Torre)